# Culex rooti
Culex rooti är en tvåvingeart som beskrevs av Rozeboom 1935. Culex rooti ingår i släktet Culex och familjen stickmyggor. Inga underarter finns listade i Catalogue of Life.